# Милич, Борис Евсеевич
Борис Евсеевич Милич (2 ноября 1904 года, Киев — 9 апреля 1991 года) — советский и украинский педагог — пианист. Долгие годы руководил фортепианным факультетом Киевской государственной консерватории имени П. И. Чайковского, профессор.

## Биография
Борис Евсеевич Милич родился 2 ноября 1904 года в Киеве в семье врачей. В семилетнем возрасте, с 1911 года, начал учиться игре на фортепиано в частной школе Г. Л. Любомирского. С 1917 года Б. Милич учился класс В. В. Пухальского, который в то время работал преподавателем в этой школе.
В 1921—1924 годах продолжал обучение в классе В. Пухальского, уже как студент Киевской консерватории (ныне Национальная музыкальная академия Украины имени П. И. Чайковского).
С 1925 по 1927 год стажировался в Московской государственной консерватории, с 1927 по 1930 год учился в Киевском музыкально-драматическом институте имени Н. В. Лысенко
В 1922—1925 годах работал преподавателем фортепиано в Киевской детской музыкальной школе № 6, с 1925 по 1931 год — в Киевской еврейской музыкально-педагогической профшколе.
В 1931—1933 годах заведовал фортепианным отделом, вёл класс специального фортепиано и преподавал курс методики в Музыкальном техникуме города Куйбышева (ныне Самара).
В 1934 году стал аспирантом и ассистентом профессора Киевской консерватории А. М. Луфера. С этого времени читал курс методики в киевской консерватории, вёл класс фортепиано в училище и специальной музыкальной школе-десятилетке (ныне — Киевская средняя специализированная музыкальная школа-интернат имени Н. В. Лысенко).
В 1938 году по инициативе Б. Милича при консерватории была создана семилетняя школа-студия, которую он возглавлял до середины 1970-х годов.
Во время Великой Отечественной войны Б. Милич с семьей был эвакуирован сначала в Саратов, затем в Свердловскую область. Работал сначала в объединенных Московской и Саратовской консерваториях, а затем — в Киевской и Свердловской консерваториях. В 1941 году Б. Милич получил должность доцента класса специального фортепиано.
В июне 1944 года, после освобождения Киева и восстановления работы коллектива консерватории,  продолжил преподавательскую и методическую деятельность на кафедре специальной фортепиано, работал преподавателем фортепиано и методики в училище и школе-десятилетке.
В 1975 году вышел на пенсию с должности старшего консультанта школы-студии при консерватории.
Решением Президиума Верховного Совета СССР от 1946 года Борис Евсеевич Милич был награжден медалью за доблестный и самоотверженный труд в годы Великой Отечественной войны.
Похоронен на Миусском кладбище.

## Труды
Борис Евсеевич Милич составил и отредактировал серию пособий для учащихся детских музыкальных школ (1-7 классы) в десяти частях под общим названием «Фортепиано», издание которой началось в 1968 году. Является автором пособия «Маленькому пианисту» (1975). Отредактировал шесть сборников педагогического репертуара для фортепиано из произведений украинских советских композиторов для музыкальных училищ, а также несколько других пособий.